# Grand Prix Aeroflot
Der Grand Prix Aeroflot war ein Wettbewerb im Bahnradsport, der in der georgischen Stadt Tiflis (georgisch თბილისი Tbilissi) für Sprinter veranstaltet wurde.

## Geschichte
Die erste Austragung fand im Jahr 1976 statt. Der Wettbewerb hatte insgesamt 14 Auflagen. 1989 wurde das Rennen zum letzten Mal ausgefahren. Veranstalter war der damalige Radsportverband der Sowjetunion mit Unterstützung der sowjetischen staatlichen Fluggesellschaft Aeroflot, die auch Namensgeber des Sprintturnieres war. Der Grand Prix Aeroflot war das jeweils erste große Aufeinandertreffen vieler internationaler Bahnsprinter zu Beginn der Saison und fand nach dem internationalen Rennkalender der Union Cycliste International (UCI) in den Monaten März, April oder Mai statt. Ab 1979 war das Rennen Bestandteil der Serie um den Großen Preis der sozialistischen Länder.

## Sieger
- 1976  Lutz Heßlich
- 1977  Anatolij Jablunowskyj
- 1978  Lutz Heßlich
- 1979  Emanuel Raasch
- 1980  Ralf Kuschy
- 1981  Lutz Heßlich
- 1982  Lutz Heßlich
- 1983  Sergei Kopylow
- 1984  Lutz Heßlich
- 1985  Lutz Heßlich
- 1986  Lutz Heßlich
- 1987  Lutz Heßlich
- 1988  Lutz Heßlich
- 1989  Bill Huck